# No. 9 Group RAF
Le No. 9 Group RAF est un group (en) de la Royal Air Force.

## Historique
Le group (en) est formé le 1er avril 1918 dans la zone n°2. Le mois suivant, il est transféré au secteur sud-ouest, puis dissous le 15 mai 1919.
Il fait ensuite partie du RAF Fighter Command. À mesure que l'année 1940 avance, le besoin d'un autre quartier général de group pour contrôler les opérations de chasse devient de plus en plus évident. Le No. 9 Group est créé en septembre 1940 pour couvrir le nord-ouest de l'Angleterre et l'Irlande du Nord. Il est basé à RAF Barton Hall et ne contrôle initialement que le 308e escadrille de chasse polonaise à RAF Speke.
Le 1er janvier 1941, le group n'utilise que le Hurricane I et se compose des:
- No. 96 Squadron RAF (en) à RAF Cranage (en)
- No. 229 Squadron RAF (en) à RAF Speke
- 306e escadrille de chasse polonaise à RAF Tern Hill (en)
- 308e escadrille de chasse polonaise à RAF Baginton (en)
- No. 312 (Czechoslovak) Squadron RAF (en) à RAF Speke

Le No. 275 Squadron RAF (en) est formé à RAF Valley (en) le 15 octobre 1941 en tant qu'unité de sauvetage maritime-aérien du No. 9 Group, pour couvrir la mer d'Irlande.
Le No. 9 Group fournit également le personnel formé par Robert Watson-Watt, l'inventeur du radar, pour faire fonctionner le système d'alerte précoce Chain Home. Le personnel est composé de femmes de la RAF (elles n'ont jamais été membres de la WAAF).
Le 1er mai 1942, il se compose des:
- No. 131 Squadron RAF (en) à RAF Llanbedr (en) avec des Spitfire
- No. 232 Squadron RAF (en) à RAF Atcham (en) avec des Spitfire
- No. 255 Squadron RAF (en) à RAF High Ercall (en) avec des Beaufighter
- No. 257 Squadron RAF (en) à RAF Honiley (en) avec des Hurricane et des Spitfire
- 315e escadrille de chasse polonaise à RAF Woodvale (en) avec des Spitfire

Le 1er mars 1943, il se compose des: 
- N ° 41 Squadron RAF à RAF High Ercall avec des Spitfire
- No. 96 Squadron RAF (en) à RAF Honiley avec des Beaufighter
- No. 195 Squadron RAF (en) à RAF Woodvale avec des Typhoon
- No. 219 Squadron RAF (en) à RAF Scorton (en) avec des Beaufighter
- No. 256 Squadron RAF (en) à RAF Woodvale avec des Beaufighter
- No. 456 Squadron RAF (en) à RAF Valley avec des Beaufighter et des Mosquito

Le No. 9 Group a eu lui-même une durée de vie relativement courte. En 1944, il est surtout une formation d'entraînement.
Le 6 juin 1944, il comprend :
- deux stations de secteur, RAF Honiley et RAF Woodvale ,
- huit unités de formation opérationnelle[6]
- trois unités d'exercice tactique[7]
- Unité de conversion AI
- Fighter Leaders School RAF
- Vol de livraison de l'avion n ° 2
- No. 2 Aircraft Delivery Flight
- No. 58 Repair and Salvage Unit
- Trois autres unités de soutien/approvisionnement
- 9 Group Communications Flight pilotant des Hawker Hurricane et des Airspeed Oxford depuis l'aérodrome de Samlesbury.

Il est absorbé par le No. 12 Group RAF le 15 septembre 1944.

## Commandants
Les officiers suivants ont commandé le No. 9 Group :

### 1918 à 1919
- 1er avril 1918 Général de brigade HD Briggs

### 1940 à 1944
- 16 septembre 1940 Air vice-marshal Wilfred McClaughry
- Avril 1942 Air vice-marshal Leonard Slatter (en)
- 26 juin 1942 Air vice-marshal William Dickson (en)
- 1942 Air commodore Charles Steele (en) (nomination temporaire)
- 10 novembre 1942 Air vice-marshal John Whitworth-Jones (en)
- 2 juillet 1943 Air vice-marshal Leslie Hollinghurst (en)
- 6 novembre 1943 Air Commodore CA Stevens (nomination temporaire)
- 7 décembre 1943 Air vice-marshal DF Stevenson